# João Andresen
João Henrique de Mello Breyner Andresen (Porto, 13 de Dezembro de 1920 - Porto, 24 de Junho de 1967) foi um arquitecto português, irmão da poetisa Sofia de Melo Breyner.

## Biografia
Passa a sua infância no Porto na propriedade da família, a Casa Andresen no Campo Alegre, hoje Jardim Botânico.
Entre 1939 e 1948 frequentou o curso de Arquitectura na Escola de Belas Artes do Porto. A partir de 1948 exerceu na mesma instituição actividade docente como assistente de Urbanologia. Em 1961 vence o concurso público para professor efectivo com a dissertação Por uma cidade mais humana.
Entre 1947 e 1952 integra a Organização dos Arquitectos Modernos. Durante este período vê vários trabalhos seus publicados na revista Arquitectura.
A partir de 1964 associa-se ao arquitecto Cristiano Moreira e colabora com Januário Godinho nas suas obras em Lisboa.

## Obra

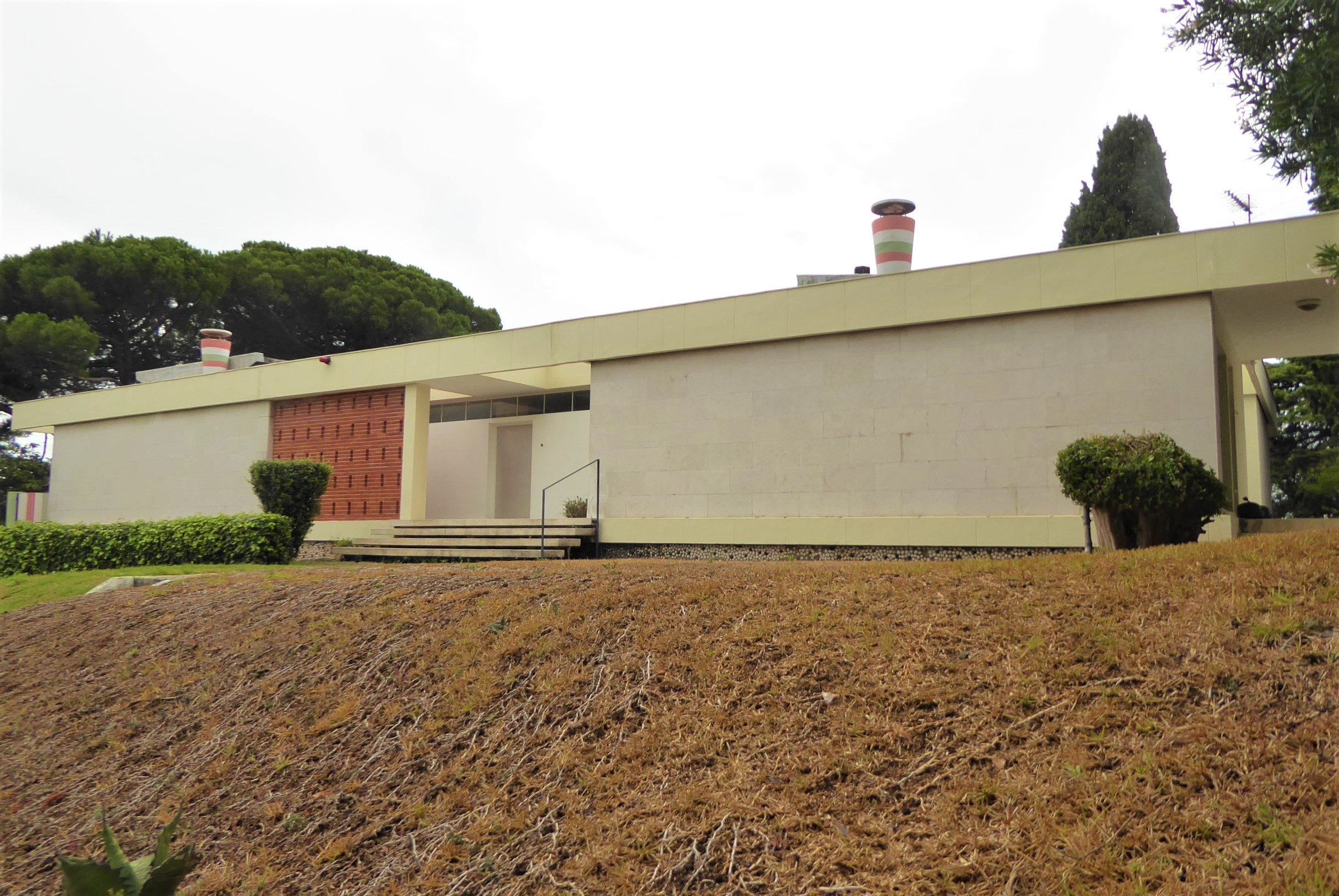
Casa Lino Gaspar, Caxias, 1953-1955

A sua obra é influenciada pelo contexto teórico internacional dos anos 40 e pelo trabalho de Walter Gropius e Siegfried Giedion no pós-guerra. A partir da década de 1950, é visível o interesse no trabalho de Marcel Breuer e o seu conceito de casa binuclear, onde existe uma separação clara entre o espaço de dia e o espaço de noite, conceito aplicado nas suas casas de Valongo, Caxias e Figueira da Foz. As suas obras conjugam elementos da arquitectura modernista internacional com processos de construção comuns na construção vernacular, como a pedra ou a telha.
Está entre os primeiros arquitectos portugueses a participar em concursos internacionais, com o projecto para concurso a Casa Canadiana do Futuro, situação pioneira que contribui para a voltar a inserir a arquitectura portuguesa na produção contemporânea internacional, que irá ocorrer em pleno a partir da década de 1970.

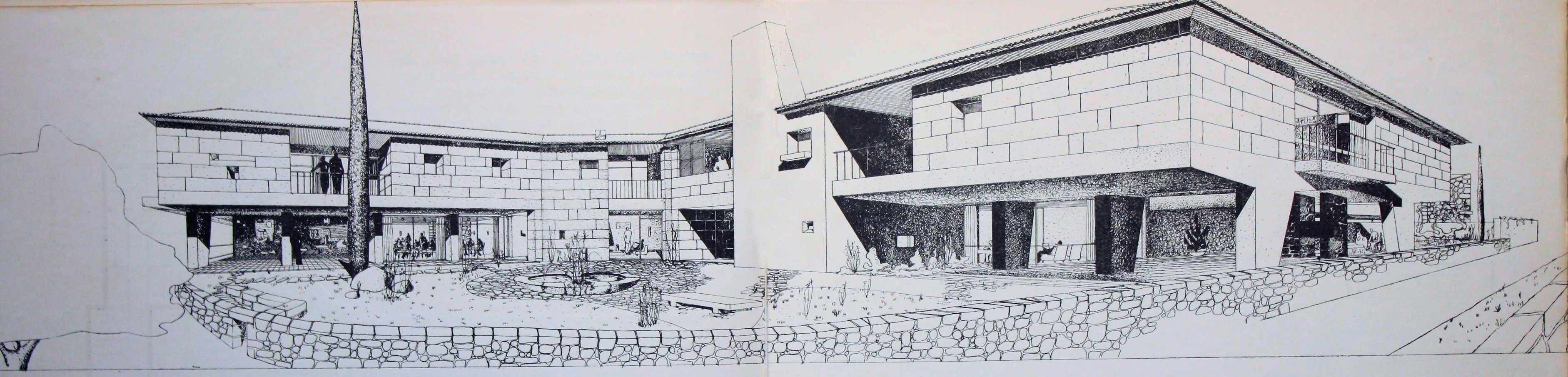
Pousada de Valença, 1954-1963

Na sequência da sua contratação para a realização da Pousada de Valença  em 1954 por parte da DGEMN, vê vários dos seus anteprojectos recusados por não se integrarem na visão tradicionalista e pitoresca que o cliente queria para as pousadas, num processo tumultuoso que se arrastaria até 1963.

### Mar Novo

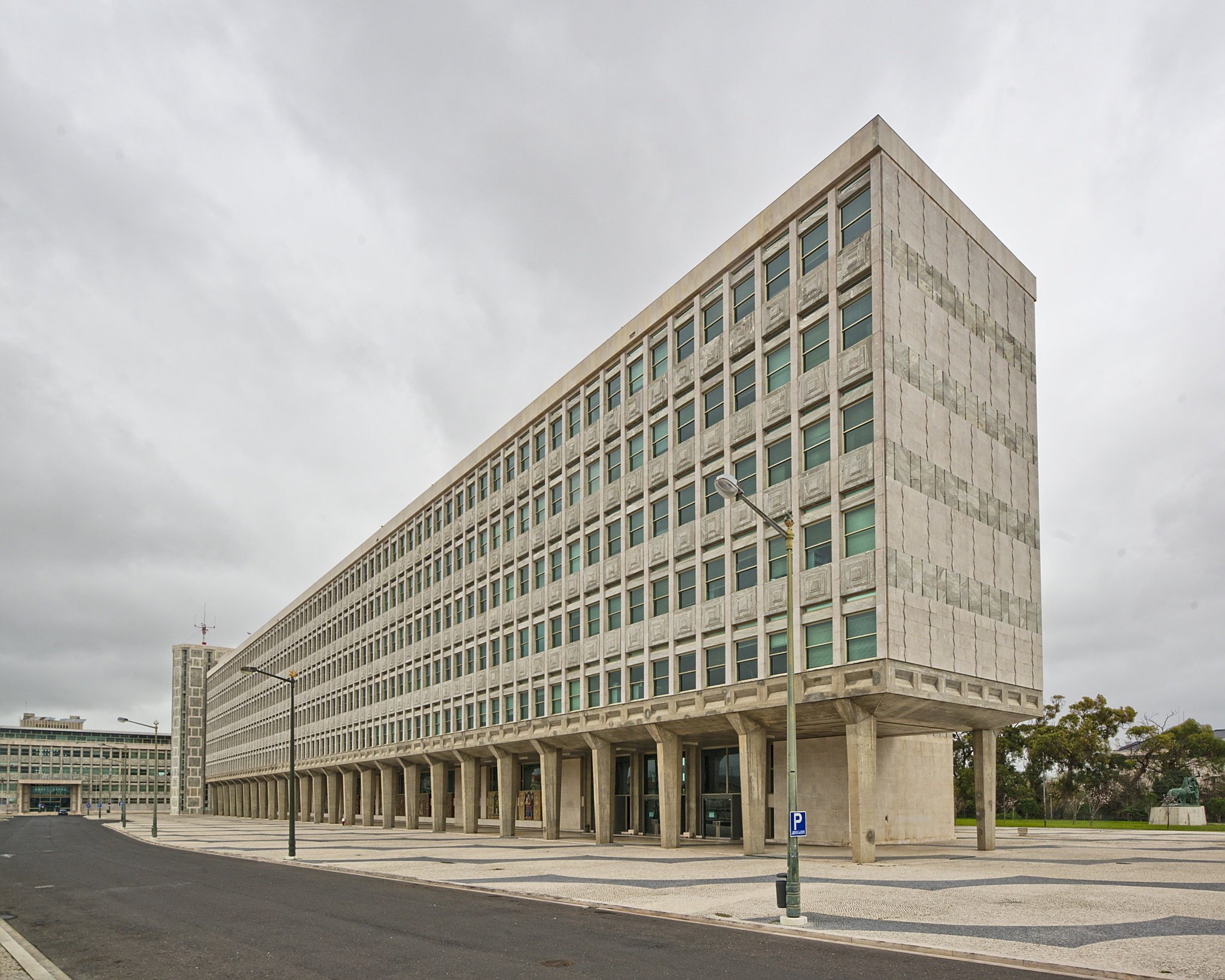
Palácio da Justiça de Lisboa, com Januário Godinho, 1962

Integrou, com o pintor Júlio Resende e o escultor Salvador Barata Feyo (vindos da Escola de Belas Artes do Porto), a equipa que venceu o concurso para o Monumento ao Infante D. Henrique em Sagres, em 1956, com um projecto designado Mar Novo, que não foi concretizado. Salazar recusou o resultado do concurso, como tinha feito já várias vezes com anteriores propostas de outros artistas, e comunica que o Conselho de Ministros havia decidido não construir a obra. Em vez disso, seria edificada em Lisboa uma reprodução, definitiva e em pedra, da escultura inicialmente prevista para ser exibida apenas durante a Exposição do Mundo Português, em 1940, o Padrão dos Descobrimentos.
Dois anos depois (em 1958) Sophia de Mello Breyner Andresen, deu ao seu livro de poesia o mesmo nome. Chocada com a injustiça da decisão que afeta o irmão, e que considera política, deposita no livro um ato de revolta e insurreição. O caso tem sido até, por vezes, associado à morte prematura do arquiteto, aos 46 anos. Mas o enfarte agudo só acontece em junho de 1967, nove anos depois do episódio com «Mar Novo».

### Cronologia
- 1948 - Casa em Lamego
- 1950 - Casa Ruben A., Carreço
- 1953 - Casa de Valongo
- 1953-1955 - Casa Carlos Lino Gaspar, Caxias
- 1954 - Projecto para o concurso A Casa Canadiana do Futuro
- 1954-1963 - Pousada de Valença
- 1956-1958 - Casa Lino Gaspar, Figueira da Foz
- 1957-1957 - Projecto para o Concurso para o Monumento ao Infante D. Henrique em Sagres (não edificado)
- 1958 - Casa Richard Wall, Porto
- 1962 - Mercado de Viana do Castelo
- 1962 - Clube Inglês, Campo Alegre, Porto
- 1962 - Palácio da Justiça de Lisboa, com Januário Godinho
- 1963 - Subestação UEP, Amieira
- 1963 - Casa Campos Costa, Rua Guerra Junqueiro, Porto
- 1964 - Anteprojecto para a Câmara de Viana do Castelo
- 1964 - Sede da Sogrape, Vila Nova de Gaia

#### Urbanismo
- Anteplanos de urbanização de Sernancelhe (1951), Penacova (1952)
- Planos de desenvolvimento turístico da Quinta da Marinha em Cascais (1961), Ponta da Piedade em Lagos (1963); Reis Magos na Madeira (1964)
- Planos de Pormenor para a Federação das Caixas de Previdência de Ramalde no Porto (1949), Bragança (1955), Cabo Mor em Vila Nova de Gaia (1957) e Bairro do Viso no Porto (1959)